# El Petén
El Petén er et departement i Guatemala. Det er Guatemalas nordligste og største departement – med et areal på 33.566 km² dækker det en tredjedel af Guatemalas samlede areal. Hovedstaden hedder Flores. Befolkningstallet anslås til 350.000 (2000).
Mayaruinerne Tikal ligger i departementet. Ruinerne består blandt andre af flere store pyramider, og stedet bruges stadig af den lokale mayabefolkning til forskellige religiøse ritualer. 